# Spirit AeroSystems
Pour les articles homonymes, voir spirit.
Spirit AeroSystems est une entreprise américaine, basée à Wichita dans le Kansas, producteur d'aérostructures telles que des fuselages, ailes, supports de réacteurs.
Spirit AeroSystems se classait en 2023 au 86e rang mondial pour la production d'armement.

## Historique

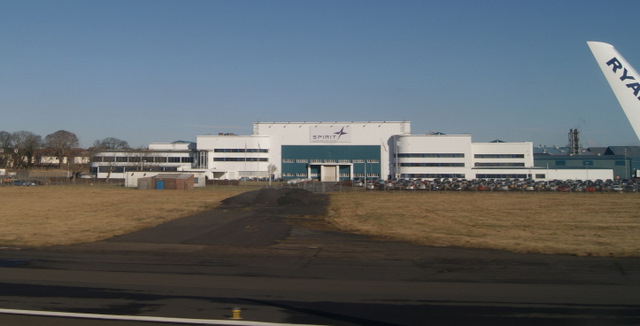
Site de l'aéroport de Glasgow-Prestwick.

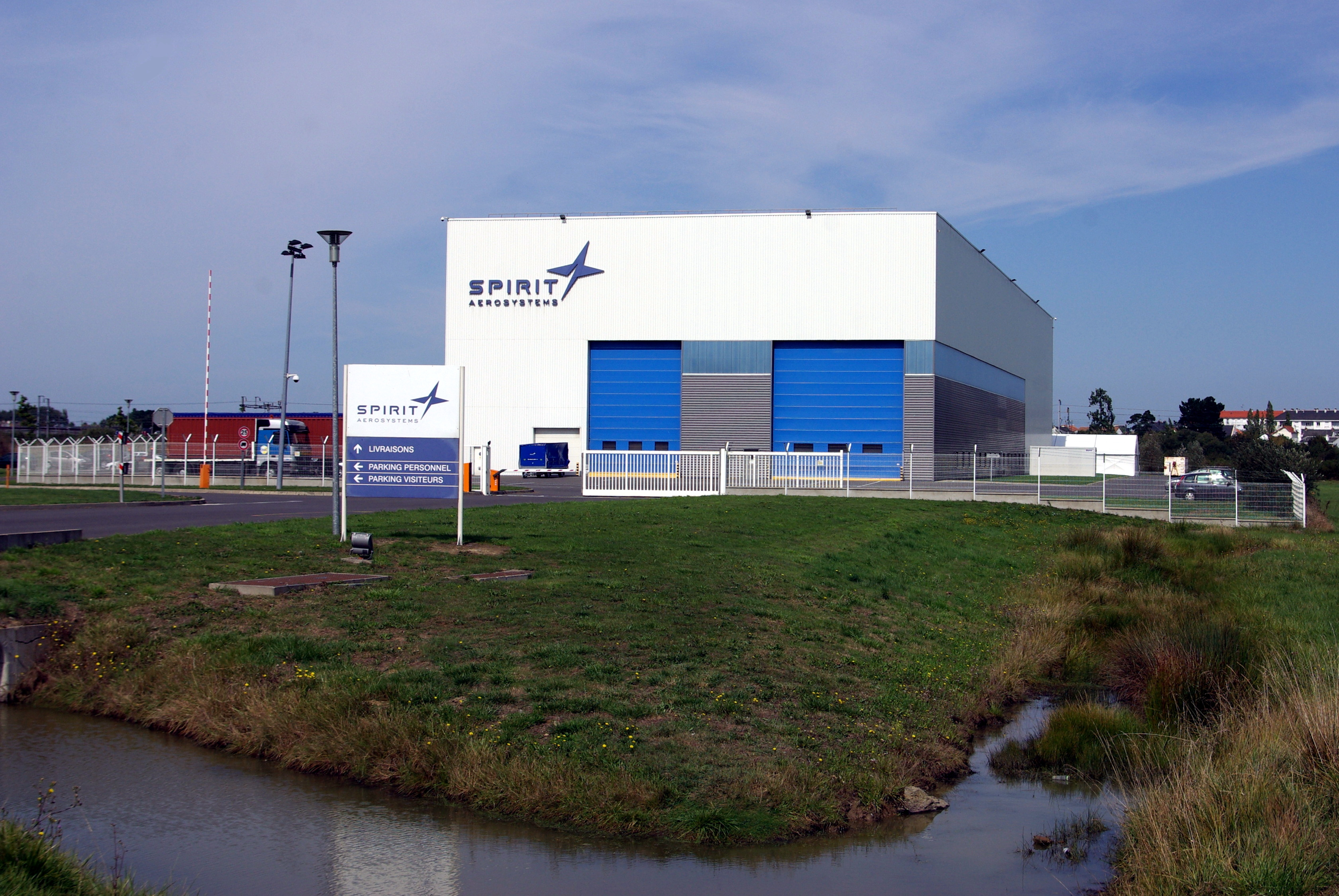
Usine d'assemblage de Saint-Nazaire.

La société Spirit AeroSystems est  née de la vente par Boeing en 2005 de sa filiale Wichita Division au fonds d'investissement canadien Onex Corporation et est le fruit de toute l'histoire de l'aéronautique depuis les années 1920.
En 1927, la Stearman Aircraft Company quitte la Californie pour s'installer à Wichita (Kansas), ville nommée aujourd'hui la Capitale de l'Aéronautique. En 1930, Stearman s'installe sur le site où est bâti l'actuel siège social de Spirit AeroSystems. En 1929, la maison mère de Boeing rachète Stearman Aircraft et forme la United Aircraft and Transport Corporation.
La United Aircraft and Transport Corporation est un groupe intégré verticalement, présent dans tous les secteurs d'activité de l'aéronautique. En 1934, une loi anti-trust vise à séparer les constructeurs d'avions des compagnies de transport du courrier, et force la société à se scinder en 3 entités, 
- United Air Lines qui est en 2011 la plus grosse compagnie aérienne du monde
- United Aircraft Manufacturing Corporation, qui deviendra plus tard la United Technologies Corporation
- Boeing Airplane Company qui devient en 1941 The Boeing Company. Stearman Aircraft est intégrée à Boeing Airplane Company. Le nom Stearman disparait en 1941 et devient la Wichita Division de Boeing.

L'usine de Wichita a produit 8 584 avions d'entraînement Stearman Kaydet durant les années 1930. Puis la Wichita Division a produit 1 644 bombardiers B-29 Superfortress pendant la Seconde Guerre Mondiale, et 1 390 bombardiers B-47 et 467 bombardiers B-52 dans les années 1950.
En 1996, Boeing rachète Rockwell International et hérite des usines de Tulsa, Oklahoma et de McAlester, Oklahoma, qu'il apporte à sa filiale Wichita Division.
En 2005, Boeing revend la Wichita Division au fonds d'investissement canadien Onex Corporation qui la rebaptise Spirit AeroSystems. Spirit AeroSystems devient un sous-traitant de Boeing pour l'ensemble de ses appareils.
En 2006, Spirit rachète l'activité Aerostructures de BAE Systems avec les usines de Prestwick (Écosse) et de Samlesbury (Angleterre). Spirit s'implante ainsi au Royaume-Uni et devient fournisseur d'Airbus.
En novembre 2006, Onex réalise une IPO sur Spirit AeroSystems : Spirit est coté à New York sur le New York Stock Exchange.
Spirit cherche ensuite à diversifier sa clientèle. En 2007, Spirit est sélectionné par Sikorsky pour fournir la structure en composite de son nouvel hélicoptère lourd, le CH-53K. C'est le premier contrat militaire pour Spirit. En 2008, Spirit gagne un contrat pour le fuselage et les ailes de l'Airbus A350. La même année, Spirit signe avec Gulfstream pour les ailes des jets d'affaires G650 et G250, et pour les nacelles du réacteur Rolls-Royce BR725 de ces avions. Toujours en 2008 Spirit remporte le contrat pour les supports des réacteurs du nouveau Mitsubishi Regional Jet. En 2009, Spirit gagne encore un client avec les nacelles des Bombardier CSeries.
En 2007, Spirit choisit un site en Malaisie pour implanter une usine en Asie. En 2010, Spirit ouvre une nouvelle usine en Caroline du Nord. Et ouvre en 2009 son usine de Saint-Nazaire en France pour travailler sur l'A350 : l'usine de Saint-Nazaire doit réceptionner les tronçons de fuselage conçus et fabriqués dans l'usine de Caroline du Nord et apportés par bateau, les assembler à Saint-Nazaire et finalement fournir Airbus à Toulouse.
En 2010 Spirit est sélectionné par Boeing pour participer au marché des avions ravitailleurs du Pentagone. Boeing le gagne en 2011 et Spirit se diversifie à nouveau dans le secteur de la défense.
En octobre 2020, Bombardier vend sa filiale dédiée aux pièces détachés d'avions présente en Irlande du Nord et au Maroc pour 865 millions de dollars à Spirit AeroSystems,,.
En juin 2024, Boeing annonce l'acquisition de Spirit Aerosystems pour 4,7 milliards de dollars hors reprise de dettes, dans un contexte d'importants problèmes de fiabilités notamment du à des pièces issues de Spirit Aerosystems. En parallèle, Airbus reprend les activités de Spirit Aerosystems dont il est le principal client, pour un dollars symbolique, car elles sont déficitaires,.

## Activité
Spirit AeroSystems fabrique des aérostructures pour l'aviation civile : fuselages et cockpits, ailes, supports de réacteurs. La fabrication de fuselages et cockpits a représenté en 2011 50 % de son chiffre d'affaires (2425 millions de US$), les nacelles 25 % (1221 millions), les ailes 25 % (1 208 millions).
|                       | 2007 | 2008 | 2009 | 2010 | 2011 | 2022 |
| --------------------- | ---- | ---- | ---- | ---- | ---- | ---- |
| Chiffre d'Affaires    | 3861 | 3772 | 4079 | 4172 | 4864 | 5000 |
| Résultat Opérationnel | 419  | 406  | 303  | 357  | 356  |      |
| Résultat Net          | 297  | 265  | 192  | 219  | 192  |      |
| Dépenses de R&D       | 52   | 48   | 57   | 52   | 36   |      |
| Endettement           | 595  | 588  | 894  | 1197 | 1201 |      |

De par son histoire, Spirit participe à la construction de tous les Boeing. Spirit n'est un sous-traitant d'Airbus que depuis 2006, quand la société a racheté l'activité Aérostructures du britannique BAE Systems. Spirit a réalisé en 2011 85 % de son chiffre d'affaires avec Boeing (4 157 millions de US$), 10 % avec Airbus (497 millions), et 5 % avec Gulfstream (modèles G280 et G650), Bombardier (modèles CSeries), Mitsubishi Heavy Industries (Mitsubishi Regional Jet), et Sikorsky (hélicoptères CH-53K). Sikorsky est la première diversification de Spirit dans le secteur de l'aéronautique militaire.
Les principaux sites de production de Spirit sont à Wichita (Kansas), Tulsa (Oklahoma), McAlester (Oklahoma), Prestwick (Ecosse), Preston (Angleterre), Kinston (Caroline du Nord), Subang Jaya (Malaisie) et Saint-Nazaire (France), Casablanca (Maroc).
Spirit a développé un savoir-faire dans les matériaux composites avec le Boeing 787, qu'il a pu proposer à Airbus pour son programme A350.
En 2023, la société emploie 18 000 salariés dans le monde.

## Controverses
La société est mise en cause par Boeing pour avoir fourni des cloisons de pressurisation de mauvaise qualité sur certains des appareils 737 MAX avec des trous de rivets ne respectant pas les spécifications du client,. Des problèmes de qualité sur les 787 sont également constatés.

Le 30 avril 2024, Josh Dean, employé de Spirit AeroSystems, fournisseur de Boeing, et lanceur d'alerte qui avait signalé des problèmes de sécurité et des allégations d'inconduite de la part de l'avionneur, est décédé des suites d’une infection soudaine et grave. Josh Dean est le deuxième lanceur d’alerte lié à Boeing à mourir au cours des deux derniers mois, alors que l'entreprise fait l'objet d'une surveillance accrue,,,.